# Apple Watch Series 6
De Apple Watch Series 6 is de zesde generatie van de Apple Watch. Het werd op 15 september 2020 samen met de Apple Watch SE tijdens een Apple Special Event aangekondigd.  De Series 6 werd uitgebracht op 18 september 2020. De voornaamste verbetering in de Series 6 ten opzichte van zijn voorgangers is de aanwezigheid van een sensor die de zuurstofsaturatie (die overigens pas door Apple toegestaan wordt als de gebruiker minimaal 18 jaar oud is) kan monitoren. Tevens werden er twee nieuwe behuizingen van aluminium geïntroduceerd, rood en blauw.